# Дълга (Словакия)
Дълга (на словашки: Dlhá) е село в окръг Търнава, Търнавски край, Западна Словакия. Населението му е 420 души.
Разположено е на 185 m надморска височина, на 15 km северозападно от град Търнава. Площта му е 11,81 km². Кмет на селото е Петер Фандл.